# トーマス・エボリ
トーマス・"トミー・ライアン"・エボリ　(Thomas "Tommy Ryan" Eboli　1911年6月11日－1972年7月16日)とは、ニューヨークのマフィア、ジェノヴェーゼ・ファミリーの代理ボス(acting boss)だった人物である。本名トンマーゾ・エボリ(Tommaso Eboli)。ニックネームはトミー・ライアン。

## 来歴

### 用心棒稼業
イタリアのナポリ近郊シシャーノ（Scisciano）生まれ。家族と共に渡米しニューヨーク・マンハッタンのトンプソン・ストリート沿い（グリニッジ・ヴィレッジ）に定住した。ナポリ系移民街で育った。若い頃は、1920年代よりグリニッジ・ヴィレッジの非合法賭博グループを率いたヴィト・ジェノヴェーゼの配下で、賭場の管理や用心棒をやっていた。

### ルチアーノ一家
1930年代初め、ヴィト・ジェノヴェーゼと共に、ラッキー・ルチアーノの勢力に加わった。1931年ルチアーノが旧世代マフィアを葬って他のシチリア系マフィアと五大ファミリーの形を整えると、ジェノヴェーゼの部下としてルチアーノ一家に所属した。1933年5月、賭場のがさ入れで逮捕されたが、即釈放された。その後1936年、1938年、1942年に捕まるが、有罪は免れた。
1940年代、ボクシング興行に進出し、数人のボクサーのマネージャーを務めた。1952年1月11日、マディソン・スクエア・ガーデンで行われたボクシング試合で自陣のボクサー（ロッキー・カステラーニ）に不利な判定をしたレフリーに襲いかかって60日の禁固刑を受け、ボクシング界から追放された。弟のパット（パッツィー・ライアン）と共にしばしばイタリアに飛んでは、ラッキー・ルチアーノ（1946年イタリア強制送還）と接触し、アメリカのコーサ・ノストラ側との連絡役を務めた。ルチアーノはジェノベーゼと親しいという理由でトミーを嫌っていたが、パットは気に入っていたという。
グリニッジ・ヴィレッジのナイトクラブを拠点にブックメーキング、酒類販売、レストラン業、ゲイ・バー、ジュークボックスなどで財を築き、レコード会社の経営にたかった。1950年代、ヴィト・ジェノヴェーゼの弟マイケルとタバコの自販機ビジネスに参入し、ベーカリーチェーン（ベーグル）を支配した。金持ちになると、マンハッタン島対岸のニュージャージー州フォートリーの高層マンションに移り住んだ。フォートリーにはアルバート・アナスタシア、ジョー・アドニス、アンソニー・"トニー・ベンダー"・ストロッロらコーサ・ノストラのVIPが居を構えていた。

### 代理ボス
1950年代後半、ヴィト・ジェノヴェーゼが一家の実権を握ると、カポレジーム（幹部）になった。1957年5月のフランク・コステロ暗殺計画に参加していたとされる。1959年、ジェノヴェーゼは麻薬密売容疑で監獄送りになったが、代理ボスにトニー・ベンダー、副ボスにジェラルド・"ジェリー"・カテナ、コンシリエーレにミケーレ・"ビッグ・マイク"・ミランダを配置した三頭体制を敷いて獄中から一家を支配した。3人はジェノヴェーゼの指示を受けて動いた。エボリは、1962年トニー・ベンダーに代わり代理ボスに抜擢された。
ボス代行時代はファミリーの結束を図ることもなく、実質的に副ボスのカテナにファミリー問題を任せていたとされ、人望が薄かった。エボリ配下のジュークボックスメーカーを調査していたFBIエージェントを逆「指名手配」する紙を配布してFBIの逆鱗に触れ、ジェノヴェーゼ一家への風当たりが厳しくなった原因とみなされて身内マフィアの信用が落ちたともいわれた。
1966年9月22日、クイーンズのレストランLa Stella で行われたコミッションの会議が警察の手入れにあい、カルロ・ガンビーノ、アニエロ・デラクローチェ、マイク・ミランダ、ジョゼフ・コロンボ、サント・トラフィカンテJrその他ニューオリンズファミリーの面々（カルロス・マルセロ、フランク・ガリアーノら）と共に摘発された。程なく釈放されたが、会議の議題は、深刻な病状のトーマス・ルッケーゼの後継者問題とニューオリンズ問題と言われた。
1969年ジェノヴェーゼが獄死するが、それ以前よりカテナがファミリーの操縦をフィリップ・ロンバルドに託しており、エボリは捜査当局からの追及を欺く為に"組織のボス"を演じた。見せ掛けのボス（フロントボス）を置き、実質的な支配権は別の人物が握る手法はコミッティー・ローリング・パネル( Committee/Ruling Panel)と呼ばれた。

### 凋落
エボリは、新しいビジネスとして麻薬の取引を始めたいと考え、この商売に必要な資金をライバルであり、当時、コミッションの議長でもあったガンビーノ・ファミリーのボス、カルロ・ガンビーノから400万ドルを借り受ける事で賄うことにした。アメリカ捜査当局は、1970年代初期に多数のエボリの配下を逮捕し、400万ドルの麻薬取引を封じ込めた。取引が失敗に終わったエボリは、カルロ・ガンビーノとポール・カステラーノからの借金返済の要求を拒否したと伝えられた。
1972年7月16日午前1時頃、ブルックリンのクラウン・ハイツで、ガールフレンドのアパートから出て車に乗った時、頭部に5発の銃弾を浴び、即死した。車からやや離れた路上に倒れていたが、検死の結果、車の内部で至近距離から窓越しに撃たれたと推定された。犯人が乗り捨てた逃走用のトラックが現場近くで見つかった。エボリの運転手ジョセフ・スタンフィールドが警察に捕まったが、矛盾した供述を繰り返し、のち無罪放免された。現在に至るも彼を殺害した犯人は逮捕されていない。
一説に、ガンビーノがジェノヴェーゼ一家のボスに友人フランク・"ファンジ"・ティエリを据えるため麻薬トラブルを口実にエボリを排除したと言われた。
ニュージャージー州パラマスにあるジョージ・ワシントン・メモリアル・パークに埋葬された。

## エピソード
- 1957年、ジェノベーゼの命令でコステロを狙撃したヴィンセント・ジガンテはかつてエボリの世話を受けたボクサーで、コステロを狙撃して逃げるときに車を運転していたのがエボリとされる[4]。

- 1960年代初め、ジェノヴェーゼと共にエボリも一緒に監獄送りにしようとしたガンビーノに対し、弟のパットへの同情からルチアーノが反対し、エボリは収監を免れたという[4]。

- 1962年4月、トニー・ベンダーがジェノヴェーゼの指示により殺されたが、エボリが暗殺計画を仕組んだとFBIに見られていた[1]。